# Березова Лука (Саратовська область)
Березова Лука (рос. Берёзовая Лука) — село у Духовницькому районі Саратовської області Російської Федерації.
Населення становить 534 особи. Належить до муніципального утворення Березово-Лукське муніципальне утворення.

## Історія
Населений пункт розташований у межах українського історичного та культурного регіону Жовтий Клин.
Від 23 липня 1928 року в складі Пугачовського округу Нижньо-Волзького краю. Орган місцевого самоврядування від 2004 року — Березово-Лукське муніципальне утворення.

## Населення
1. Н/Д[3]

1. Н/Д[4]